# Petrorhagia zoharyana
Petrorhagia zoharyana är en nejlikväxtart som beskrevs av A. Liston. Petrorhagia zoharyana ingår i släktet klippnejlikor, och familjen nejlikväxter. Inga underarter finns listade i Catalogue of Life.